# Giennah

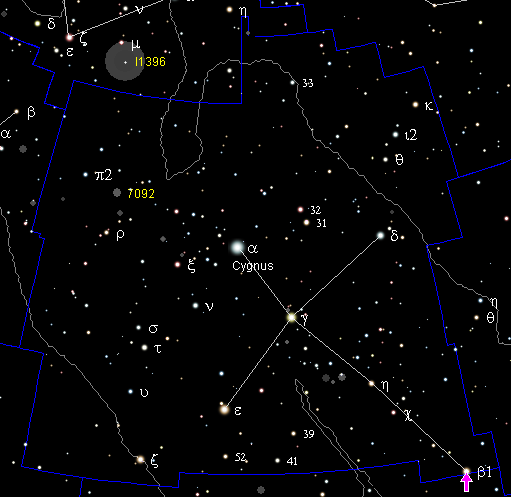
Posición de la constelación.

Giennah (ε Cygni / 53 Cygni / HD 197989) es la tercera estrella más brillante de la constelación de Cygnus, después de Deneb (α Cygni) y Sadr (γ Cygni), con magnitud aparente +2.48. Entre Deneb, Sadr y esta estrella se localiza la nebulosa oscura «Saco de Carbón del norte».

## Nombre
Giennah o Gienah provienen de la palabra árabe جناح (Al Janāḥ, ‘ala’).También es conocida como Gienah Cygni para distinguirla de Gienah Corvi (γ Corvi).

## Características
Situada a 72 años luz del sistema solar, Giennah es un sistema binario compuesto por dos estrellas muy distintas. La componente principal, Giennah A, es una gigante naranja de tipo espectral K0III, similar a Pólux (β Geminorum), con una temperatura superficial de 4725 K. Su diámetro es doce veces mayor que el del Sol y tiene una luminosidad equivalente a 61 soles. Aunque ya está empezando a morir y probablemente en su núcleo interno tiene lugar la fusión de helio, su edad se estima en sólo 1500 millones de años.
Por el contrario, Giennah B es una enana roja de tipo M3V mucho menos brillante (magnitud +13.40) y, aunque no se ha observado movimiento orbital alguno, las dos estrellas se mueven al unísono por el espacio. Separadas visualmente 78 segundos de arco, la distancia real entre ambas es de al menos 1700 au, con un período orbital de 50 000 años como mínimo.